# Махлангу, Магодонга
Магодонга Махлангу (англ. Magodonga Mahlangu, род. 23 сентября 1972, Булавайо, Южная Родезия) — борец за права женщин из Зимбабве, которая в 2009 году была награждена премией Роберта Ф. Кеннеди в области прав человека от президента США Барака Обамы.
Махлангу является лидером организации Women of Zimbabwe Arise (WOZA), основанной вместе с Дженни Уильямс. Вручая награду Магодонге и WOZA, Обама прокомментировал: «Своим примером Магодонга показала женщинам WOZA и народу Зимбабве, что они могут подорвать власть своих угнетателей своей собственной силой — что они могут подорвать силу диктатора сами. Её смелость вдохновила других призвать свою смелость». В своём выступлении по поводу получения награды Махлангу процитировала Роберта Ф. Кеннеди, сказавшего: «Будущее — это не подарок: это достижение. Каждое поколение помогает строить своё собственное будущее».
По состоянию на 2008 год Махлангу арестовывали более 25 раз, а к 2011 году — более 30 раз. Human Rights Watch осудила неоднократные аресты Махлангу и Уильямс, заявив после одного ареста, что правительство Зимбабве должно освободить женщин и «предоставить гражданскому обществу право на мирные демонстрации».
Махлангу родилась в пригороде Булавайо, выросла в районе Южного Матебелеленда и получила образование в частной школе, получив диплом тренера и спортивного администратора. Её раздражало, что местные спортсмены подвергаются дискриминации. Вместе с Уильямс и Шебой Дубе она основала WOZA в знак протеста против экономических и политических изменений в их стране. Она начала организовывать протесты для WOZA в 2003 году. Семья Махлангу сейчас живёт за пределами Зимбабве. По состоянию на 2011 год она не была замужем и не имеет детей.